# Je n'oublie rien !
Je n'oublie rien ! est le premier album de la collection Les Mondes de Thorgal, qui regroupe des séries dédiées à certains personnages marquants de la série Thorgal — et le premier consacré à Kriss de Valnor.  Ils sont scénarisés et dessinés par différents auteurs, les couvertures étant l'œuvre du dessinateur habituel de la série, Grzegorz Rosiński. Ce premier album est scénarisé par Yves Sente, qui s'occupe également de la série principale, le dessin étant confié à Giulio De Vita, dessinateur italien connu au Lombard notamment pour ses séries Wisher et James Healer.

## Synopsis
Kriss de Valnor se réveille chez les valkyries après son sacrifice dans Kriss de Valnor (série Thorgal, tome 28). Les flèches qu'elles a reçues sont ôtées, à l'exception de la pointe de l'une d'elles. Les valkyries hésitent entre les glaces du Niflheim et Asgard pour sa demeure après sa mort. La déesse Freyja lui demande de faire le récit de son enfance afin de prendre sa décision. Ainsi on découvre qui était Kriss avant sa rencontre avec des personnages de la série Thorgal.

## Publications
- Le Lombard, novembre 2010, 56 pages,  (ISBN 978-2803627516)
- Le Lombard, décembre 2010, édition de luxe, 64 pages